# Journal of Marketing
Das Journal of Marketing (JM) ist eine sechsmal jährlich erscheinende wissenschaftliche Zeitschrift zu betriebswirtschaftlichen Themen. Sie wird von der American Marketing Association herausgegeben.

## Geschichte
Die Zeitschrift besteht seit 1936. Derzeitige Chefredakteurin ist Hari Sridhar von der Texas A&M University.

## Rezeption
Das Zeitschriften-Ranking VHB-JOURQUAL (2008) stuft die Zeitschrift in die beste Kategorie A+ ein, das Zeitschriften-Ranking des Handelsblatt Betriebswirte-Rankings (2009) stuft es in die beste Kategorie 1,00 ein. Das Zeitschriften-Ranking der britischen Association of Business Schools (2010) stuft es in die beste Kategorie 4 ein.
Der Impact Factor des Journal of Marketing lag im Jahr 2021 bei 9,462. In der Statistik des Social Sciences Citation Index wurde das Journal mit diesem Impact Factor an 11. Stelle von 116 Zeitschriften in der Kategorie Business geführt.